# Pora na czarownice
Pora na czarownice – polski film obyczajowy z 1993 roku w reżyserii Piotra Łazarkiewicza i z jego scenariuszem.

## Fabuła
Główną bohaterką filmu jest 20-letnia Jola, narkomanka i prostytutka (w tej roli Jolanta Fraszyńska). Pewnego dnia poznaje ona Andrzeja, homoseksualnego chłopaka (w tej roli Andrzej Mastalerz). Oboje są zarażeni wirusem HIV. Postanawiają zostać parą.
Dla nosicieli śmiercionośnego wirusa zostaje uruchomiony ośrodek prowadzony przez księdza Jana (Bogusław Linda) - Czerwony Pałac. Okoliczni mieszkańcy nie są jednak w stanie tego zaakceptować. Ich sprzeciw przeradza się w agresję.

## Obsada
- Jolanta Fraszyńska − jako Jola Markowska
- Andrzej Mastalerz − jako Andrzej
- Bogusław Linda − jako ksiądz Jan
- Henryk Bista − jako Józef Małocha, mieszkaniec miasteczka
- Maria Ciunelis − jako „Normalna”
- Monika Olejnik − jako reporterka tv
- Ilona Trybuła − jako Nina
- Halina Winiarska − jako Witkowska, ciotka Joli
- Mariusz Czajka − jako „Pojebus”
- Robert Janowski − jako „Rokendrol”
- Marcin Jędrzejewski − jako Jędrek, mieszkaniec miasteczka
- Maciej Kozłowski − jako diler Waldek
- Tomasz Sapryk − jako policjant Mikołaj
- Krzysztof Stroiński − jako ksiądz Jacek, proboszcz w miasteczku
- Wojciech Machnicki − jako burmistrz miasteczka
- Stanisław Michalski − jako recepcjonista
- Bartosz Opania − jako homoseksualista Bartek
- Jerzy Nasierowski − jako homoseksualista Siwy
- Jerzy Gudejko − jako lekarz
- Robert Gonera − jako kierowca żuka
- Barbara Zielińska − jako pielęgniarka
- Grzegorz Emanuel − jako „Chudeusz”
- Leszek Abrahamowicz − jako Leszek
- Katarzyna Bargiełowska − jako sekretarka burmistrza
- Stanisław Banasiuk − jako kloszard
- Wojciech Skibiński − jako portier
- Grzegorz Gierak − jako urzędnik
- Krystyna Wachelko-Zaleska − jako Małochowa
- Paweł Kleszcz − jako pielęgniarz
- Paweł Iwanicki − jako sanitariusz

## Nagrody
- 1993: nagroda Prezesa Komitetu ds. Radia i Telewizji na FPFF w Gdyni
- 1995: Nagroda Pokojowa na Międzynarodowym Festiwalu Filmowym w Trieście